# 內思學校財團法人新竹縣內思工業高級中等學校
內思學校財團法人新竹縣內思工業高級中等學校是一所位於台灣新竹縣新埔鎮的私立技術型高級中等學校，由耶穌會神父桑朗度創辦。簡稱為內思高工，因期望學生效法天主教聖人聖內思之精神，亦希望聖內思作學校青年的主保聖人，故而取名「內思高工」。創校於1954年。校地面積為2.9398公頃。

## 校史
- 民國24年（1935年）創校於安徽蕪湖，以教育機械工業人才為主。
- 民國43年（1954年）在台復校，秉持耶穌會-----「在落後地區興學以嘉惠貧寒子弟」的傳統，校址選在新埔鎮天主堂。
- 民國45年（1956年）遷入現址，民國47年（1958年）立案為中級補校，設機工、電工二科。
- 民國54年（1965年）改制為五年制中級業職業學校，55年（1966年）成立「電工科」。
- 民國57年（1968年），改制為三年制「高級工業職業學校」。
- 民國60年（1971年），成立進修補校，設有「機工」、「電工」兩科。
- 民國62年（1973年），設立「電子自動控制科」。
- 民國75年（1986年）新課程修訂，電工科改「電機科」電子自動控制科改「控制科」，次年機工科改「機械科」。
- 民國79年（1990年）成立「資訊科」。
- 民國88年（1999年）「控制科」改名為「電子科」。
- 民國101年（2012年）增設「多媒體設計科」。
- 民國103年（2014年）增設「電機電子群不分科實驗班」。
- 民國108年（2019年）增設「國中部」。全台唯一以高級工業學校申請通過國中部。
- 民國109年（2020年）增設「綜合高中」。正式成為完全中學。
- 民國110年（2021年）更名為「內思學校財團法人新竹縣內思工業高級中等學校」。

## 歷任校長
| 任次   | 姓名   | 任職時間             |
| ------ | ------ | -------------------- |
| 第一任 | 陳俊樓 | 1954年9月－1957年7月 |
| 第二任 | 陳燠堂 | 1957年8月－1979年8月 |
| 第三任 | 陳禮耕 | 1979年8月－1999年7月 |
| 第四任 | 黃培聲 | 1999年8月－2001年1月 |
| 第五任 | 吳勝國 | 2001年2月－2005年2月 |
| 第六任 | 羅名峰 | 2005年2月－2005年7月 |
| 第七任 | 羅名峰 | 2005年8月－2009年7月 |
| 第八任 | 柯禎祥 | 2009年8月－2013年7月 |
| 第九任 | 湯誌龍 | 2013年8月－2024年7月 |
| 第十任 | 甘 露  | 2024年8月-           |

## 外部連結
- 天主教內思高工 （页面存档备份，存于）（繁體中文）